# Усть-Чем
Усть-Чем (рос. Усть-Чём) — село в Іскітимському районі Новосибірської області Російської Федерації.
Входить до складу муніципального утворення Усть-Чемська сільрада. Населення становить 526 осіб (2010).

## Історія
Згідно із законом від 2 червня 2004 року органом місцевого самоврядування є Усть-Чемська сільрада.

## Населення
| 2002 | 2007 | 2010 |
| ---- | ---- | ---- |
| 678  | ↗795 | ↘526 |